# Legrand (entreprise)
Pour les articles homonymes, voir Legrand.
Legrand est un groupe industriel français historiquement implanté à Limoges dans le Limousin et un des leaders mondiaux des produits électroniques et systèmes pour les installations électriques.
Le groupe a grandi suite à plus de 140 acquisitions dans le monde, pour devenir un des leaders mondiaux de l'appareillage électrique, avec plus de 300 000 références de produits, des implantations dans 90 pays et des ventes dans 180 pays en 2017 sur les cinq continents. En 2011, il est numéro un mondial des prises et interrupteurs (avec 20 % du marché mondial), et numéro un du cheminement de câbles (15 % du marché mondial). Il réalise 76 % de son chiffre d'affaires à l'étranger (35 % dans les pays émergents).
S'adressant au grand public comme aux professionnels de la construction, le groupe propose également des produits haut de gamme au design recherché. Legrand développe aussi ses offres autour du développement durable (par exemple avec une offre de protection pour installations photovoltaïques) et de la domotique (avec ses produits pour maisons connectées).
Legrand est l'une des deux seules entreprises du CAC 40, avec Michelin, implantée à Clermont-Ferrand, à conserver son siège hors d'Île-de-France.

## Historique

### Origines
L’origine de l’entreprise remonte à 1865 avec l’installation par Henri Barjaud de Lafond et Léonard Clidasson, marchands de bois, d’un atelier de porcelaine de Limoges, route de Lyon à Limoges (France).  L'usine est reprise en 1904 par Frédéric Legrand, qui donne son nom à la société.  En 1910 Frédéric Legrand s'associe avec Émile Betoule, fils de porcelainier, et la société devient la société Betoule et Legrand. Le capital social de la société s'élève alors à 60 000 francs.

### Transition vers la fabrication de matériel électrique
En 1919, la société Betoule et Legrand s'associe avec Jean Mondot, artisan de Limoges qui avait monté à Exideuil une petite usine d'interrupteurs utilisant du buis et de la porcelaine. À cette époque, avant l'apparition du plastique, la porcelaine est le meilleur isolant connu. S'ajoute alors à la production de porcelaine de table celle des interrupteurs. Le succès est rapide, et au fil des années, les interrupteurs deviennent l'activité principale de Legrand. Ils renomment la société Betoule Legrand & Cie. C'est en 1924 qu'Émile Betoule cède la totalité de ses parts à la suite d'un accident . L'entreprise est alors renommée F. Legrand & Cie.  En 1944, l'affaire est reprise par Édouard Decoster et son beau-frère Jean Verspieren, qui diversifient progressivement la fabrication dans le matériel électrique. L'entreprise deviendra ensuite Legrand SA, nom encore actuel de l'entreprise.

### Développement international
En août 1949, après l'incendie de l'usine, Verspieren et Decoster prennent la décision d'abandonner la production de porcelaine de table et de se concentrer sur la seule production d'appareillages électriques. Très rapidement, l'entreprise élargit sa gamme de produits avec des équipements de protection électrique (coupe-circuit, disjoncteurs…), de cheminement de câble (goulotte, moulure électrique…) et d'éclairage de sécurité.
En 1966, Legrand ouvre sa première implantation hors de France en Belgique. Legrand réalise sa première introduction en bourse en 1970 à la Bourse de Paris, puis fera partie du CAC 40 lors du lancement de ce dernier en 1988.
Le développement se poursuit hors d'Europe en 1977 avec le rachat de Pial au Brésil. En 1980 et 1982, Arnould et Planet-Wattohm rejoignent le groupe. En 1984, la première implantation aux États-Unis est réalisée avec le rachat de Pass & Seymour. 1989 est marquée par l'acquisition de Bticino, le leader italien du matériel électrique. Baco et Tenby sont acquis en 1992, Kontavill en 1993, RTGamma en 1995.
En 1991, Legrand met l'accent sur le design en créant une structure spécialisée et intégrée dans le processus de développement des produits. En 1996, Legrand renforce sa présence dans les pays émergents avec l'acquisition de Fael en Pologne, Luminex en Colombie, The Watt Stopper aux USA et MDS en Inde. En 1997 et 1998, Legrand rachète URA-Saft et Ortronics, un des leaders américains du câblage structuré et du VDI. En 2000, Legrand acquiert Wiremold aux États-Unis, ce qui permet au groupe de doubler de taille dans ce pays, ainsi que Quintela et Tegui en Espagne et Lorenzetti au Brésil. En 2005, Legrand prend possession de ICM GROUP et de ses marques KZ et Cablofil, qui était leader mondial du chemin de câbles en fil.

### OPE de Schneider Electric
En 2001, Legrand est sujet à une offre publique d’échange d’actions (OPE) amicale de Schneider Electric sur la totalité de son capital. Un veto de la Commission européenne en raison d'un risque de distorsion de la concurrence, fait échouer la transaction. L'échange d'actions ayant été effectué, Schneider se voit contraint de revendre la totalité des actions Legrand.

### Poursuite de l'internationalisation auXXIesiècle
En 2003, la totalité des actions de Legrand est rachetée par Kohlberg Kravis Roberts & Co. (KKR) et Wendel Investissement. Legrand est alors retiré de la bourse.
En 2006, Legrand retourne en bourse avec 20 % du capital soit 57,7 millions de nouvelles actions pour un supplément de capital d'un milliard d’euros. Kohlberg Kravis Roberts & Co. et Wendel Investissement restent actionnaires majoritaires avec 30 % des parts chacun, 16 % pour les actionnaires minoritaires et 5 % pour le management et les salariés. Fin 2006, les actionnaires minoritaires (banques et institutionnels) revendent leur participation via un placement privé institutionnel accéléré portant ainsi le flottant à 35 % du capital et augmentant ainsi la liquidité du titre.
En 2006, l'année est marquée par l'acquisition de la division appareillage électrique de TCL Chine (numéro un chinois) et de Shidean, leader chinois des portiers audio et vidéo. La même année, Legrand acquiert Vantage Controls, spécialiste américain du contrôle d'éclairage.
En 2007, Legrand acquiert HPM, numéro deux australien de l'appareillage électrique ; ainsi que Kontaktor, leader russe des disjoncteurs de puissance. La même année Legrand rachète MACSE, le leader mexicain du chemin de câbles, UStec, spécialiste américain des réseaux résidentiels, TCL Wuxi, spécialiste chinois des disjoncteurs modulaires, et Alpes Technologies (Annecy, France), spécialisé dans la compensation d'énergie et la mesure.
En 2008, le pacte d'actionnaire prend fin entre KKR et Wendel Investissement. Les rumeurs sur un éventuel rachat de Legrand par un concurrent (Siemens, ABB ou General Electric) se multiplient. En avril 2008, KKR et Wendel Investissement décident de reconduire leur pacte d'actionnaire jusqu'en 2012.
Toujours en 2008, Legrand acquiert PW industries, spécialiste américain du chemin de câbles ; HDL, numéro un brésilien du contrôle d'accès résidentiel (interphones) ; Estap, leader turc des armoires VDI (Voix Données Images) et Electrak, spécialiste britannique de l'alimentation du poste de travail par le sol.
En 2009, à l'instar de toute la filière électrique, Legrand est fortement touché par la crise économique et affiche une chute de 15,6 % (à 3,6 milliards d'euros) de son chiffre d'affaires (CA). Le groupe parvient néanmoins à maintenir son niveau de marge opérationnelle à 17,6 % contre 17,7 % en 2009.
Le retour de la croissance pour l'entreprise arrive dès 2010. Le CA est en hausse de 8,7 %, le résultat opérationnel fait un bond de 35,5 % et le bénéfice net de 44,3 % à 418,3 millions d'euros. La marge opérationnelle du groupe affiche un niveau jamais atteint auparavant : 20,2 %. La même année est créé EV PLUG alliance entre Legrand, Schneider Electric et Scame (Italie) pour créer un standard commun et dominant en Europe pour les systèmes de rechargement de véhicules électriques. Les acquisitions reprennent également cette année avec le rachat de Inform en Turquie (leader des alimentations sans interruption, ASI) et de Indo Asian Switchgear en Inde (spécialiste des disjoncteurs modulaires). En décembre 2010 est effectué le rachat de l'italien Meta System Energy, spécialiste des ASI.
En 2011, Legrand a procédé à sept acquisitions pour un total de 300 millions d'euros de CA additionnel. En février 2011, a lieu le rachat de la société Intervox Systèmes, leader français de l'assistance à l'autonomie pour les personnes dépendantes. Le même mois a lieu le rachat de l'américain Electrorack, spécialiste des armoires VDI. En avril, Legrand renforce son exposition aux marchés émergents et au marché de l'énergie sécurisée avec l'acquisition de SMS, numéro un brésilien des ASI. En mai, le rachat de l'américain Middle Atlantic Products (520 employés et 107 millions de dollars de CA), société spécialisée dans les infrastructures numériques (armoires pour les applications audio et vidéo) permet à Legrand de renforcer sur ce créneau son offre auprès de clients dans l'hôtellerie et les centres de conférence. En décembre Legrand ouvre à Paris le premier showroom d’appareillage électrique haut de gamme, Le Lab by Legrand, situé au 38 rue du Bac, au cœur du triangle d’or du design et présentant les collections d'interrupteurs Arnould, Bticino et Legrand.
En 2011, KKR et Wendel Investissement se désengagent fortement du capital de Legrand en rabaissant leur part à 6 % chacun. Le flottant se monte à 84 % du capital. En décembre, l'action Legrand fait son retour au sein du CAC 40.
En février 2012, Legrand rachète Numeric UPS, leader Indien des ASI avec 80 millions d'euros de CA. Le même mois, Legrand rachète Aegide avec 35 millions d'euros de CA aux Pays-Bas, entreprise spécialisée dans les armoires VDI pour centre de données. Legrand réalise en 2012 35 % de ses ventes dans les marchés émergents. Legrand publie des résultats annuels 2011 conforme aux prévisions (hausse du CA de 9,2 % et un résultat net en hausse de 14,4 %) mais s'attend à une croissance organique proche de zéro pour 2012. La croissance ne devrait être assurée que par les acquisitions, ce qui devrait provoquer une baisse de la marge opérationnelle à environ 19 % du CA (contre 20,2 % en 2011).
En mars 2012, KKR vend 4,8 % des titres de Legrand en sa possession (12 millions d'actions), le solde (1 %) devant également être revendu à court terme. Le flottant est à présent supérieur à 90 %.
En mai 2016, Legrand acquiert l'entreprise britannique CP Electronics.
En juin 2017, Legrand acquiert l'entreprise américaine Milestone AV technologie, spécialisée dans les installations multimédias, pour 1,2 milliard d'euros,. Le même mois, Legrand acquiert Server Technology, une entreprise américaine pour un montant non dévoilé.
En novembre 2018, Legrand rachète Netatmo, spécialiste français de la domotique.
En février 2019, Legrand annonce l'acquisition d'Universal Electric, une entreprise américaine spécialisée dans les équipements électriques des serveurs et centres de données.
Au premier semestre 2019, Legrand réalise un bénéfice net de 6,5 % à 415 millions d'euros,.
En janvier 2020, Legrand et Netatmo lancent une serrure connectée dans le cadre CES Las Vegas 2020.
La crise économique liée à la pandémie de Covid-19 a affecté l'entreprise qui a vu son CA baisser de 7,9% en 2020 (atteignant 6,1 milliards d'euros).
Le 19 mars 2021, l'entreprise annonce la signature d'un contrat de rachat d'actions avec un prestataire d'investissement. Ce contrat stipule un rachat d'un montant maximum de 1 200 000 titres entre le 22 mars et le 21 mai 2021.
En juillet 2025, Legrand annonce une promesse d'achat pour acquérir une participation majoritaire (environ 60 %) dans l'entreprise d'interphones Cogelec, valorisée autour de 254 millions d'euros grâce à cette opération. 
Et près d'un quart de ses bénéfices proviennent maintenant du secteur des data centers.

### Transition vers les Data centers
En 2025, Legrand annonce poursuivre sa croissance, désormais principalement portée par le développement du segment des data centers en lien avec l'explosion des besoins liés à l'intelligence artificielle. Au début de l'année 2025, ce secteur représente 24 % du chiffre d'affaires semestriel du groupe, contre 20 % en 2024 ; avec une prévision de plus de deux milliards d’euros générés en 2025, contre 300 millions en 2018. Le groupe prévoit de compenser l'impact (évalué à 140 à 180 millions de dollars) de la hausse des droits de douane américains. Au premier semestre 2025, il annonce + 8,7 % de bénéfice, pour atteindre 628 millions d'euros, visant une marge ajustée comprise entre 20,5 % et 21 % de ses ventes.

## Administration
- François Grappotte (né en 1936 à Reims) PDG de 1983 à 2006, président du conseil d'administration de 2003 à 2006, président d'honneur du conseil d'administration depuis 2006.
- Gilles Schnepp (né en 1958 à Lyon), président du conseil d'administration depuis février 2018, PDG de 2006 à 2018, embauché en 1989, HEC, ex-vice-président de la banque d'affaires américaine Merrill Lynch France.
- Benoît Coquart (né en 1973), directeur général depuis février 2018, entré chez Legrand en 1997, a occupé les fonctions de directeur du Corporate Development, directeur de la stratégie et du développement puis directeur France de 2015 à 2018, membre du comité de direction depuis 2010 et du conseil d'administration depuis 2020.

## Conseil d'administration
Composition du conseil d'administration :
Au 1er juillet 2020, le Conseil d’administration est composé ainsi :
- Angeles Garcia-Poveda (nationalité espagnole), présidente du Conseil d’administration[29] et membre du Comité de la stratégie et de la responsabilité sociétale, membre du Conseil d’Administration depuis 2012 en tant qu’Administratrice indépendante, puis Administratrice Référente depuis 2013, elle a été présidente du Comité des rémunérations, présidente du Comité des nominations et de la gouvernance et membre du Comité de la stratégie et de la responsabilité sociétale.
- Olivier Bazil (nationalité française), administrateur de Legrand depuis 2002 et membre du Comité des nominations et de la gouvernance et du Comité de la stratégie et de la responsabilité sociétale.
- Isabelle Boccon-Gibod (nationalité française), administratrice indépendante de Legrand depuis 2016 et membre du Comité d’audit et du Comité de la stratégie et de la responsabilité sociétale.
- Christel Bories (nationalité française), administratrice indépendante de Legrand depuis 2012, présidente du Comité de la stratégie et de la responsabilité sociétale et membre du Comité d’audit.
- Benoît Coquart (nationalité française), Directeur Général de Legrand depuis 2018.
- Edward A. Gilhuly (nationalité américaine), administrateur indépendant de Legrand depuis le 30 mai 2018 et membre du Comité de la stratégie et de la responsabilité sociétale.
- Philippe Jeulin (nationalité française), administrateur représentant les salariés depuis le 26 juin 2018.
- Patrick Koller (nationalité franco-allemande), administrateur indépendant de Legrand depuis le 30 mai 2018 et membre du Comité des nominations et de la gouvernance.
- Michel Landel (nationalité française), administrateur indépendant depuis le 29 mai 2019, et président du Comité des nominations et de la gouvernance.
- Annalisa Loustau Elia (nationalité italienne), administratrice indépendante de Legrand depuis 2013 et présidente du Comité des rémunérations.
- Éliane Rouyer-Chevalier (nationalité française), administratrice indépendante de Legrand depuis 2011, présidente du Comité d’audit et membre du Comité des rémunérations.
- Gilles Schnepp (nationalité française), président du Conseil d'Administration de 2006 au 30 juin 2020, membre du Comité de la stratégie et de la responsabilité sociétale.

## Actionnaires
Au 29 avril 2019.
| Norges Bank Investment Management  | 4,57% |
| MFS International.                 | 3,78% |
| The Vanguard Group.                | 2,73% |
| Massachusetts Financial Services.  | 2,42% |
| Alecta Pension Insurance Mutual    | 2,32% |
| OppenheimerFunds.                  | 1,47% |
| BlackRock Fund Advisors            | 1,37% |
| Allianz Global Investors.          | 1,13% |
| First Eagle Investment Management. | 1,01% |
| Amundi Asset Management.           | 0,90% |

## Sites de production

### France
En France, le groupe possède des sites de production répartis sur tout le territoire : plusieurs usines dans le fief historique du Limousin (dont Châlus, Chabanais, Confolens…), deux sites en Seine-Maritime (Malaunay et Fontaine-le-Bourg), deux sites en Isère (Saint-Marcellin et Pont-en-Royans), des sites à Annecy, Antibes (Sophia Antipolis), Pau, Lagord (près de La Rochelle), Sillé-le-Guillaume (Sarthe), à Strasbourg, à Pont-à-Mousson, au Creusot, à Belhomert (Eure-et-Loir près de Chartres), à Montbard (Côte-d'Or), à Senlis (Oise) et à Guise (Aisne). Le groupe dispose d'un centre de distribution international de 100 000 m2 à Verneuil-en-Halatte (Oise). En 2011, Legrand employait environ 6 500 personnes en France.

### Hongrie
Legrand possède un site de production à Szentes à la suite du rachat de Kontavill en 1993. Il est spécialisé dans la fabrication d'interrupteurs et de prises.

### Portugal
Legrand possède un site de production à Carcavelos. Ce site est destiné à la fabrication de matériel électrique, notamment de la gamme d'appareillage « Suno ».

### Égypte
Legrand possède un site de production à Sadat City dont 35% de la production était exportée en 2019.

## Innovation
Plus de 2 000 personnes travaillent dans les bureaux d'étude et de design de Legrand pour mettre au point des solutions nouvelles. Le groupe consacre chaque année près de 5 % de son chiffre d’affaires à la recherche et développement et détient plus de 4 000 brevets actifs. En 2011, les nouveaux produits ont représenté 38 % des ventes du groupe[source insuffisante].
En 2015, Legrand lance le programme Eliot, dont le nom est issu de la contraction d'électricité et d'IOT, qui a pour but d'accélérer le développement de son offre connectée. Ce programme doit permettre de faciliter la commande à distance et la maintenance de ses produits, notamment en ce qui concerne l'éclairage de sécurité, la domotique, l'efficacité énergétique ou la diffusion sonore. Après avoir racheté Netatmo en 2018, le groupe réalise désormais plus de 10 % de son chiffre d'affaires avec les objets connectés[réf. souhaitée]. L'offre domotique de Legrand s'étend des prises de courants aux portiers visiophones en passant par des systèmes d'éclairage professionnel, des équipements pour les centres de données et des thermostats connectés.

## Filiales et coentreprises
- Aegide (2012 )
- Alpes Technologies (2007 )
- Anam (1999 )
- Arnould (1980 )
- Baco[11] (1992 )
- Bticino (1989 )
- Cemar (2006 )
- Ceb (1999 )
- CP Electronics (2016 )
- Daneva (2012 )
- Electrak (2008 )
- Electrorack (2011 )
- Estap (2008 )
- Fael (1996 )
- HDL (2008 )
- HPM (2007 )
- ICM Group (2005 )
- Indo Asian Switchgear (2010 )
- Inform (2010 )
- Inovac (1974 )
- Intervox (2011 )
- Kontaktor (2007 )
- Kontavill (1993 )
- Lorenzetti (2000 )
- Luminex (1996 )
- Macse (2007 )
- Martin & Lunel (1974 )
- MDS (1996 )
- Megapower (2011 )
- Meta System Energy (2010 )
- Middle Atlantic Products Inc. (2011 )
- Netatmo (2018 )
- Numeric (2012 )
- NuVo Technologies (2012 )
- On Q (2005)
- Ortronics (1998 )
- Pass & Seymour (1984 )
- Pial (1977 )
- Planet-Wattohm (1982 )
- PW Industries (2008 )
- Quintela (2000 )
- RTGamma (1995 )
- S2S UPS (2013 )
- Sarlam (1977 )
- Seico (2013 )
- Shidean (2006 )
- SMS (2011 )
- Tegui (2000 )
- Tenby (1992 )
- The Watt Stopper (1996 )
- TCL Building Technology (2005 )
- TCL International Electrical (2005 )
- TCL Wuxi (2007 )
- URA-Saft (1997 )
- UStec (2007 )
- Van Geel (2004 )
- Vantage (2006 )
- Wiremold (2000 )
- Zucchini (2005 Italie)

## Identité visuelle
Depuis 1968, le logo Legrand est composé de deux « L » (pour Legrand et Limoges) qui représentent un interrupteur avec ses deux fils d'arrivée et de sortie.

## Mises en cause et controverses

### Proximité de Legrand avec la Russie dans le cadre du conflit avec l'Ukraine
Après l'invasion de l'Ukraine par la Russie le 24 février 2022, Legrand maintient ses principales activités en Russie. Dès le début, cette situation est dénoncée par un collectif de chercheurs de l'université Yale, le mouvement StopBusinessWithRussia de la fondation Destiny Ukraine et l'avocat français, fondateur de l'ONG Sherpa, William Bourdon.
Le 25 janvier 2023, Le Groupe Legrand annonce son retrait de Russie qu'il motive par des "difficultés opérationnelles" liées au conflit en Ukraine, et une dépréciation d'actifs de 150 millions d'euros. Il indique "examiner les différentes options pour assurer un transfert de ses activités dans les meilleures conditions" sans toutefois fixer une échéance à ce retrait.

### Entente
Une information judiciaire est ouverte en France en 2018 en raison d'un soupçon d'entente illicite ou cartel, visant les sociétés Sonepar, Rexel, Schneider et Legrand. L'autorité de la concurrence condamne en 2024 les entreprises à des amendes de plusieurs millions d'euros.